# Jurské
Jurské (allemand : Sankt Girgen ) est un village de Slovaquie situé dans la région de Prešov.

## Histoire
Première mention écrite du village en 1294.

## Démographie

### Évolution de la population
| Année:               | 1994. | 2004.    | 2014.    | 2024.    |
| -------------------- | ----- | -------- | -------- | -------- |
| Nombre de personnes: | 611   | 823      | 1145     | 1504     |
| Différence:          |       | +34,69 % | +39,12 % | +31,35 % |

| Année:               | 2023. | 2024.   |
| -------------------- | ----- | ------- |
| Nombre de personnes: | 1464  | 1504    |
| Différence:          |       | +2,73 % |